# Sebastian Rudy
Sebastian Rudy (ur. 28 lutego 1990 w Villingen-Schwenningen) – niemiecki piłkarz występujący na pozycji pomocnika w niemieckim klubie TSG 1899 Hoffenheim.

## Kariera klubowa
Karierę piłkarską Rudy rozpoczął w amatorskim klubie SV Zimmern. Następnie trenował w FC Dietingen. W 2003 został zawodnikiem juniorów VfB Stuttgart, a w 2007 awansował do kadry amatorskich rezerw VfB. 30 listopada zadebiutował w nich w rozgrywkach Regionalligi, w meczu z SV Elversberg (0:2). W 2008 bywał powoływany do pierwszego zespołu Stuttgartu, prowadzonego przez Armina Veha, a następnie Markusa Babbela. W Bundeslidze zadebiutował 13 września 2008, w zremisowanym 0:0 wyjazdowym spotkaniu z TSG 1899 Hoffenheim. W sezonie 2008/2009 rozegrał w Bundeslidze 2 spotkania.
W styczniu 2017 podpisał trzyletni kontrakt z Bayernem Monachium, który zaczął obowiązywać od 1 lipca 2017.
| Sezon   | Klub                | Kraj   | Rozgrywki    | Mecze | Bramki |
| ------- | ------------------- | ------ | ------------ | ----- | ------ |
| 2007/08 | VfB Stuttgart amat. | Niemcy | Regionalliga | 15    | 4      |
| 2008/09 | VfB Stuttgart       | Niemcy | Bundesliga   | 2     | 0      |
| 2008/09 | VfB Stuttgart amat. | Niemcy | III. liga    | 16    | 7      |
| 2009/10 | VfB Stuttgart       | Niemcy | Bundesliga   | 13    | 0      |
| 2009/10 | VfB Stuttgart amat. | Niemcy | III. liga    | 6     | 1      |
| 2010/11 | TSG 1899 Hoffenheim | Niemcy | Bundesliga   | 32    | 1      |
| 2011/12 | TSG 1899 Hoffenheim | Niemcy | Bundesliga   | 28    | 0      |
| 2012/13 | TSG 1899 Hoffenheim | Niemcy | Bundesliga   | 23    | 0      |
| 2013/14 | TSG 1899 Hoffenheim | Niemcy | Bundesliga   | 27    | 2      |
| 2014/15 | TSG 1899 Hoffenheim | Niemcy | Bundesliga   | 29    | 4      |
| 2015/16 | TSG 1899 Hoffenheim | Niemcy | Bundesliga   | 24    | 2      |
| 2016/17 | TSG 1899 Hoffenheim | Niemcy | Bundesliga   | 32    | 2      |
| 2017/18 | Bayern Monachium    | Niemcy | Bundesliga   | 25    | 1      |
| 2018/19 | FC Schalke 04       | Niemcy | Bundesliga   | 14    | 0      |

## Kariera reprezentacyjna
W swojej karierze Rudy występował w reprezentacji Niemiec U-17 i reprezentacji Niemiec U-19, a od 2009 grał w reprezentacji Niemiec U-21.

## Sukcesy

### Bayern Monachium
- Mistrzostwo Niemiec: 2017/2018
- Superpuchar Niemiec: 2017

### Niemcy
- Puchar Konfederacji: 2017

### Indywidualne
- Medal Fritza Waltera: Srebro w 2008 (U-18)[a]